# Debre Tabor
Debre Tabor (amharisch ደብረ ታቦር däbrä tabor) ist eine Stadt und Woreda im Norden Äthiopiens. Die Stadt befindet sich in der Zone Debub Gondar der Region Amhara, etwa 100 Kilometer südöstlich von Gonder und 50 Kilometer östlich vom Tanasee. Der Name ist amharisch und bedeutet Berg Tabor in Anlehnung an den biblischen Berg.
In der Umgebung der Stadt gibt es mindestens 48 Quellen, die zur Entwicklung von Debre Tabor beigetragen haben.
Angaben der Central Statistical Agency zufolge, hatte Debre Tabor im Jahr 2005 39.052 Einwohner, darunter 20.078 Männer und 18.974 Frauen. Die Woreda bedeckt eine Fläche von ungefähr 5,85 Quadratkilometern, wodurch sich eine Bevölkerungsdichte von 6675,60 Menschen je Quadratkilometer ergibt.
Debre Tabor besitzt einen Flughafen (ICAO-Code: HADT, IATA-Code: DBT).

## Geschichte
Debre Tabor war äthiopische Hauptstadt unter zwei Kaisern: Yohannes IV. und Theodor II., bevor dieser Magdala zur Hauptstadt machte. Als Folge dessen schwankte die Bevölkerung der Stadt im 19. Jahrhundert zwischen bis zu 30.000 bei Anwesenheit des Kaisers Yohannes und 5000 Menschen bei dessen Abwesenheit.
Die Experten sind sich nicht einig über die Gegebenheiten der Stadtgründung. Mordechai Abir gibt an, dass diese durch Ras Ali I. gegründet wurde;, wohingegen Richard Pankhurst eine detaillierte Schilderung der Gründung durch Ras Gugsa wiedergibt und hinzufügt, dass einer Überlieferung zufolge der Gründungsort mittels überirdischer Hilfe gefunden wurde. Gesichert ist, dass Debre Tabor der Sitz der Regenten des Kaisers im 18. und 19. Jahrhundert war. Mehrere Kirchen und die Ruinen von zwei Palästen aus jener Zeit sind erhalten geblieben.
Debre Tabor wurde 1835 durch eine Armee der Provinz Lasta geplündert. Die Umgebung der Stadt war am 6. Februar 1842 Schauplatz der Schlacht von Debre Tabor, in der Dejazmach Wube Haile Mariam und seine Verbündeten die Heere Ras Alis II. besiegten und Debre Tabor ein weiteres Mal plünderten. Während sie ihren Sieg feierten, wurden sie jedoch durch Birru Aligaz einen Verbündeten Ras Alis überrascht; Wube und dessen Sohn wurde gefangen genommen. Erst nach Einräumung von Zugeständnissen kamen sie frei.
Ras Ali ließ vier Kirchen in Debre Tabor bauen: Iyasus auf einem Berg im
Südosten, Ennatitu Mariam und Legitu Mariam im Osten sowie Tegur Mikael im
Norden. Seiner Mutter, der Kaiserin Mennen Liben Amede errichtete er einen weiteren Palast, der nicht so groß wie sein eigener war.